# Уманцев Федір Самійлович
У́манцев Фе́дір Самійлович (10 січня 1914, Удачне Донецька область — 5 грудня 2010, Київ) — український мистецтвознавець.
Закінчив Київський державний університет імені Тараса Шевченка. Працював у Київському музеї західного та східного мистецтва (1946—1953), з 1953 року — в Інституті монументального живопису та скульптури Академії архітектури УРСР, з 1957 по 1970 роки — у відділі українського мистецтва Науково-дослідного інституту теорії та історії архітектури і містобудування.
Дослідник українського мистецтва XIV—XIX ст. Співавтор (з М. Анікіною) праці «Український живописний портрет» (1970), статті у 2—4 томах «Історії українського мистецтва» (1967—1970) (розділи: «Настінні розписи XIV — першої половини XVII ст.» (т. 2); «Живопис кінця XVI — першої половини XVII ст.» (т. 3); «Народна картина кінця XVIII — першої половини ХІХ ст.» (т. 4, кн. 1); «Народні розписи другої половини ХІХ ст.» (т. 4, кн. 2)) і в «Нарисах історії українського мистецтва» (1966) (статті про живопис, графіку та скульптуру другої половини XVII—XVIII ст.).
Підсумком багаторічних студій з історії українського мистецтва XIII—XVIII ст. стала праця «Мистецтво давньої України» (2002).